# Undina (fisk)
Undina är ett utdött släkte av förhistoriska tofsstjärtfiskar, lobfeniga fiskar som levde under yngre juraperioden. Fossil har hittats i Tyskland.

## Arter
- Undina acutidens Reis 1888
- Undina barroviensis
- Undina gulo (synonym: Holophagus gulo) (typart)
- Undina penicillata
- Undina purbeckensis

## Utbredning
Arter av detta släkte har hittats i Spanien från kritaperioden, i Tyskland, Turkiet och Storbritannien från Juraperioden. Fossil har även hittats i  Italien från Triasperioden.
|  |  |  |